# Зайцева, Лидия Алексеевна
Лидия Алексеевна Зайцева (18 мая 1931, Москва — 3 февраля 2021, там же) — советский и российский киновед, педагог. Заслуженный работник культуры РСФСР (1985).

## Биография
Родилась 18 мая 1931 года в Москве в семье шофёра и разнорабочей. В годы Великой Отечественной войны тушила зажигательные бомбы на крыше, помогала матери санитаркой в госпитале на Садовой-Черногрязской улице. За это получила благодарность пионерской организации.
В 1955 году окончила филологический факультет Московского государственного университета. В 1960 году поступила в аспирантуру Всесоюзного государственного института кинематографии. С 1963 года преподавала на сценарно-киноведческом факультете. В 1965 году защитила диссертацию на соискание учёной степени кандидата искусствоведения на тему «Некоторые особенности монтажной выразительности в стилистике советского художественного фильма». В 1966—1986 годах была главным редактором многотиражной газеты ВГИКа «Путь к экрану». С 1974 года руководила мастерской киноведения.
В 1990 году защитила диссертацию на соискание учёной степени доктора искусствоведения на тему «Взаимодействие художественных течений в советском кино 60—80-х годов».
Профессор (1994). Член Союза кинематографистов России. Заслуженный работник культуры РСФСР (1985). Лауреат премии Гильдии киноведов и кинокритиков России (2004).
Публиковалась по вопросам киноискусства с 1965 года. Автор книг по проблемам теории и истории отечественного кино. Особое место в научных интересах Зайцевой занимали выразительные средства кинематографа и монтажно-образное построение фильма.

## Семья
- Муж — Владислав Алексеевич Зайцев (1929—2011), литературовед, специалист по русской поэзии XX века, профессор МГУ[2].
- Дочь — Лидия Владиславовна Ершова (1955—2016), преподаватель русского языка как иностранного (МГУ)
- Сын — Алексей Владиславович Зайцев (род. 1972), галерист, аукционист.

## Награды и звания
- Орден Дружбы (30 августа 1999 года) — за большой вклад в развитие киноискусства[3].
- Заслуженный работник культуры РСФСР (18 апреля 1985 года) — за заслуги в области советской культуры и многолетнюю плодотворную работу[4].